# احساس (فیلم ۱۹۷۹)
احساس (به هندی: Ahsaas) فیلمی هندی محصول سال ۱۹۷۹ و به کارگردانی ساندر سوری است. در این فیلم بازیگرانی همچون شامی کاپور، شاشی کاپور، سیمی گریوال، سیمپل کاپادیا، بیندو و امجد خان ایفای نقش کرده‌اند.